# Can Lluhí
Can Lluhí és un edifici del municipi de Lloret de Mar (Selva) que forma part de l'Inventari del Patrimoni Arquitectònic de Catalunya. És un immoble de tres plantes, entre mitgeres, cobert amb una teulada a dues aigües de vessants a façana. Està ubicat al costat dret del carrer St. Pere. L'arquitecte Joan Lluhí i Rissech signà el projecte de l'immoble el novembre de l'any 1900.

## Descripció
La façana evidencia clarament que l'immoble està estructurat internament basant-se en dues crugies. La planta baixa consta de dues obertures. La de la dreta actua com accés a l'establiment comercial, mentre que la de l'esquerra permet accedir a les dues plantes superiors de l'habitatge. Tanmateix ambdues obertures comparteixen les mateixes característiques compositives i ornamentals: com ara les impostes, les quals actuen com a culs de llàntia i que s'han traduït a la pràctica en fulles d'acant, de les quals arrenquen els respectius guardapols coronats al centre amb una flor trilobulada. Sobresurt especialment el portal de l'esquerra, arran del magnífic i sorprenent trucador en forma de drac, com per l'escut romboidal, ornat als quatre punts cardinals amb cresteries vegetals i al centre es poden llegir les inicials de "M i C".
En el primer pis o planta noble trobem dues obertures. La de l'esquerra actua com a finestra, mentre que la de la dreta és projectada com a balconada i equipada amb un petit però magnífic balcó, suportat en un parell de mènsules de fulles d'acant. Remarcar per qüestions de seguretat, que la mènsula de l'esquerra es troba en bastant mal estat, ja que està bastant esquerdada i està a punt de caure, cosa que pot comportar un gran risc i perill per la gent que transita per aquest sector, que n'és molta a causa sobretot per la gent que visita la botiga. Al marge de les qüestions de funcionalitat, les dues obertures comparteixen els mateixos trets com ara les impostes, les quals actuen com a culs de llàntia i que s'han traduït a la pràctica en fulles d'acant, de les quals arrenquen els respectius guardapols coronats al centre amb unes petites cresteries florals.
El segon pis mostra una galeria de cinc obertures d'arc conopial molt discret i auster. D'aquestes cinc, tres són viables, mentre que les dues restants estan tapiades. Les cinc obertures estan emmarcades per quatre columnetes petites però molt estilitzades, com així ho acredita tant el fust acanalat, semblant a les columnes salomòniques, com els capitells ornamentats amb unes fulles carnoses i voluptuoses. Tanca aquestes cinc obertures, en la part frontal, un robust i poderós ampit cegat, format per cinc medallons ornats respectivament amb trèvols de quatre fulles. Tanca la façana en la part superior una cornisa, que s'ha traduït a la pràctica en format de traceria floral, decorada en relleu a través d'una franja o banda d'arquets cegats. Fins i tot les teules estan profusament ornamentades, amb la intercalació de teules vegetals i florals, amb teules normals.
És molt important remarcar el tema dels materials. I és que tot l'entramat que ornamenta les obertures és fals, com ara els culs de llàntia, els guardapols, la balconada del primer pis, la cornisa en format d'arquets cegats, etc. Cap d'aquests elements és de pedra autèntica sinó que per tal de reduir costos com pel fet d'evitar problemes en la sustentació d'uns elements tan pesants s'ha optat pel recurs del maó arrebossat o el ciment modificat a través de motlles. Aquest fet queda perfectament demostrat per la traceria floral d'arquets cegats de la cornisa, en la qual s'ha desprès part de la capa de l'arrebossat quedant a la vista petites clapes on s'observa la composició interna de l'edifici, en aquest cas maó.
Comparant fotografies antigues, com ara la de la fitxa del Servei de Patrimoni núm. 26.830 de l'any 1989, amb actuals ens adonem ràpidament que l'immoble no ha experimentat cap canvi dràstic ni significatiu estructuralment, formal i compositiu, ja que segueix absolutament igual. En la fotografia del 89 ja s'aprecia que la planta baixa ja ha estat reconvertida en establiment comercial, amb la consegüent modificació de la naturalesa de la finestra en portal d'accés a la botiga. L'únic tret significatiu que varia, és que l'edifici immediatament contigu a la seva dreta - de tres plantes i estructurat internament en dues crugies- ha desaparegut completament, donant pas a una botiga de planta baixa.